# Doggystyle
Doggystyle debitantski je album američkog hip hop repera Snoop Dogga, objavljen 23. studenog 1993. u izdanju Death Row Recordsa. Album je snimljen ubrzo nakon objavljivanja Dr. Dreovog debitantskog albuma The Chronic iz 1992. godine, u kojem je Snoop Dogg zastupljen jednako kao i Dr. Dre. Dreove glazbene stilizacije su jednake kao i u Doggystyleu. Kritičari su pohvalili Snoop Dogga za lirski "realizam", a to se odnosi na njegov karakterističan tok glasa.
Unatoč nekim mješovitim kritikama albuma nakon njegovog objavljivanja, Doggystyle je zaradio priznanja od mnogih glazbenih kritičara kao jedan od najznačajnijih albuma u 1990-ima, kao i jedan od najznačajnijih hip hop albuma ikad izdan. Slično kao The Chronic, karakterističan zvuk Doggystylea pomogao je predstaviti hip hop stil u G-funku za glavnu publiku, predstavljajući West Coast hip hop kao dominantnu silu početkom 1990-ih. Od 2008., Doggystyle ima certifikaciju i četverostruko platinastu nakladu u prodaji. To je ujedno i Snoop Doggov najprodavaniji album.
Doggystyle je debitirao na broju jedan na ljestvici Billboard 200, a prodan je u 802 858 primjeraka samo u prvom tjednu, što je rekord za debitantskog umjetnika i najbrže prodavani album ikada do Eminemovog The Marshall Mathers LP iz 2000. godine. Doggystyle je naglašen od strane mnogih kritičara i obožavatelja kao "hip hop klasik" i uključen je u izvornu listu Rolling Stoneovih 100 najboljih rap albuma. About.com je album svrstao na # 19 najvećih hip hop/rap albuma svih vremena.

## Zamisao

### Pozadina
Snoop Dogg je u glazbenoj industriji zapažen 1992. godine, kroz doprinos na Dr. Dreovom debitantskom albumu The Chronic. Taj album se smatra kao "transformacija zvuka repa sa Zapadne obale". Taj zvuk će poslije biti poznat kao G-funk. The Chronic je proširio gangsta rep na psovke, nasilne tekstove, osnovni ritam i uzorke uzete iz 1970-ih P-funk zapisa. Snoop Dogg je pridonio vokal na Dr. Dreov singl "Deep Cover", što je dovelo do visokog stupnja u hip hopu te objavljivanja samostalnog albuma. Snoop Dogg je sudjelovao i na Dreovom singlu "Nuthin' but a 'G' Thang", koji je dospio drugo mjesto na američkoj ljestvici Billboard Hot 100 dajući mu velika priznanja.

## Glazba
Snoop Doggove rime uglavnom su hvalili kritičari, iako su izazivale neke kontroverze. Christopher John Farley je izjavio: "Snoop Dogg ima opuštajući glas nasuprot Dr. Dre-ovom basu." "Who Am I (What's My Name)?" je prvi singl s albuma koji je objavljen 30. studenog 1993. godine. Debitirao je na osmom mjestu Billboard Hot 100 i zauzeo prvo mjesto na Hot Rap Singles.

## Komercijalna izvedba
Album je diljem svijeta prodan u 7 000 000 primjeraka. Dobio je četiri puta platinastu certifikaciju od Recording Industry Association of America 31. svibnja 1994. Ovo je Snoop Doggov najuspješniji album. Doggystyle se prvi puta pojavio na top listama 1993. godine, a dosio je na 1. mjesto na ljestvici Billboard 200. I sljedeće godine 1994. još je držao prvo mjesto. Album je u Europi bio također uspješan. Pisac Touré časopisa Rolling Stone izjavio je: "Doggystyle je ispunjen verbalnim i vokalnim podvizima koji ispunjavaju visoka očekivanja." Unatoč početnim kritikama, kritička percepcija poboljšala je album. Album je zaradio nekoliko priznanja, a na ljestvici kritičara proglašen je kao "najbolji album".

## Utjecaj
Doggystyle su svi prozvali kao "klasični" i "bitan" hip-hop album. Definiran je kao West Coast hip-hop album: prebacuje naglasak na više melodičan, funk-inducirani ritam. About.com tijekom perioda objavljivanja albuma izjavio je: ""Gangsta rap nije nikad zvučao ovako dobro."" Album je zaslužan i za daljnju uspostavu nerazgovjetnog "lijenog otezanja u govoru" koji je žrtvovao lirske složenosti za jasnoću i ritam Doggystylea. Album se smatra jednim od prvih g-funk albuma koji mnogi reperi pokušavaju imitirati. Sugerirano je od strane nekih pisaca da Doggystyle znatno utječe na hip-hop kulturu.

## Popis pjesama
| Br. | Skladba                                                        | Producent              | Trajanje |
| --- | -------------------------------------------------------------- | ---------------------- | -------- |
| 1.  | »Bathtub« (s Warren G)                                         | Dr. Dre                | 1:50     |
| 2.  | »G Funk Intro« (s Lady of Rage, Dr. Dre, George Clinton)       | Dr. Dre                | 2:24     |
| 3.  | »Gin and Juice«                                                | Dr. Dre                | 3:31     |
| 4.  | »W Ballz« (s Queen of Funk, Ricky Harris)                      | Dr. Dre                | 0:36     |
| 5.  | »Tha Shiznit«                                                  | Dr. Dre                | 4:03     |
| 6.  | »Domino Intro« (s Daz Dillinger, Dr. Dre)                      | Dr. Dre                | 0:37     |
| 7.  | »Lodi Dodi« (s Nancy Fletcher)                                 | Dr. Dre                | 4:24     |
| 8.  | »Murder Was the Case« (s Daz Dillinger)                        | Dr. Dre                | 3:38     |
| 9.  | »Serial Killa« (s Tha Dogg Pound, RBX, The D.O.C.)             | Dr. Dre, Daz Dillinger | 3:35     |
| 10. | »Who Am I (What's My Name)?« (s Jewell, Dr. Dre)               | Dr. Dre                | 4:06     |
| 11. | »For All My Niggaz & Bitches« (s Tha Dogg Pound, Lady of Rage) | Dr. Dre, Daz Dillinger | 4:42     |
| 12. | »Ain't No Fun« (s Warren G, Nate Dogg, Kurupt)                 | Dr. Dre, Daz Dillinger | 4:07     |
| 13. | »Chronic Break«                                                | Dr. Dre                | 0:33     |
| 14. | »Doggy Dogg World« (s Tha Dogg Pound, The Dramatics)           | Dr. Dre                | 5:05     |
| 15. | »Betta Ask Somebody« (s Bow Wow)                               | Dr. Dre                | 0:43     |
| 16. | »Gz and Hustlas«                                               | Dr. Dre                | 3:51     |
| 17. | »U Betta Recognize« (s Sam Sneed)                              | Dr. Dre                | 0:56     |
| 18. | »Gz Up, Hoes Down« (s Nate Dogg)                               | Dr. Dre                | 2:22     |
| 19. | »Pump Pump« (s Mr. Malik)                                      | Dr. Dre                | 3:42     |

## Uzorci
- "Bathtub"
  - Curtis Mayfield - "Give Me Your Love (Love Song)"
- "G Funk Intro"
  - Funkadelic - "(Not Just) Knee Deep"
  - George Clinton - "Atomic Dog"
  - The Brothers Johnson - "Strawberry Letter # 23"
- "Gin And Juice"
  - George McCrae - "I Get Lifted"
  - Slave - "Watchin' You"
- "Tha Shiznit"
  - Parliament - "Flashlight"
  - Billy Joel-"The Stranger"
- "Lodi Dodi"
  - "La Di Da Di" by Slick Rick & Doug E. Fresh
  - Kyu Sakamoto - "Sukiyaki"
  - Rose Royce - "Ooh Boy"
- "Murder Was The Case"
  - "Indo Smoke" (Intro) by Mista Grimm
  - "Funky President" by James Brown
  - "Fried Neckbones" by Santana (covering Willie Bobo)
- "Serial Killa"
  - Ohio Players - "Funky Worm"
- "Who Am I? (What's My Name?)"
  - Parliament - "Give Up the Funk (Tear the Roof Off the Sucker)", "P-Funk (Wants To Get Funked Up)"
  - Funkadelic - "(Not Just) Knee Deep"
  - George Clinton - "Atomic Dog"
  - Tom Browne - "Funkin' 4 Jamaica"
  - The Counts - "Pack of Lies"
- "For All My Niggas & Bitches"
  - Funk Inc. - "Kool Is Back"
- "Ain't No Fun"
  - Lyn Collins - "Think (About It)"
  - Isaac Hayes - "A Few More Kisses To Go"
- "Doggy Dogg World"
  - Richard Field - "If it Ain't One Thing, It's Another"
- "Gz and Hustlas"
  - Bernard Wright - "Haboglabotribin"
- "Gz Up, Hoz Down"
  - Isaac Hayes - "The Look of Love"

## Top ljestvice
| Top ljestvica | Završna pozicija |
| ------------- | ---------------- |
| Austrija      | 35               |
| Kanada        | 10               |
| Češka         | 24               |
| Irska         | 70               |
| Novi Zeland   | 25               |
| Švedska       | 18               |
| SAD           | 1                |

### Na kraju desetljeća
| Top ljestvica (1990. – 1999.) | Pozicija |
| ----------------------------- | -------- |
| SAD Billboard 200             | 64       |

## Priznanja
| Časopis                    | Država                 | Priznanje                                               | Godina | Pozicija |
| -------------------------- | ---------------------- | ------------------------------------------------------- | ------ | -------- |
| About.com                  | SAD                    | 10 Essential Hip-Hop Albums                             | 2006.  | 10       |
| Blender                    | SAD                    | 500 CDs You Must Own Before You Die                     | 2003.  | *        |
| Ego Trip                   | SAD                    | Hip Hop's 25 Greatest Albums by Year 1980-98            | 1999.  | 3        |
| Pause & Play               | SAD                    | Albums Inducted into a Time Capsule, One Album per Week | -      | *        |
| Pause & Play               | SAD                    | The 90s Top 100 Essential Albums                        | 1999.  | 11       |
| Rolling Stone              | SAD                    | The Essential Recordings of the 90s                     | 1999.  | *        |
| Rolling Stone (Chris Rock) | SAD                    | Top 25 Hip Hop Albums Ever                              | 2005.  | 2        |
| Stylus                     | SAD                    | Top 200 Albums of All time                              | 2004.  | 115      |
| The Source                 | SAD                    | The 100 Best Rap Albums                                 | 1998.  | *        |
| The New Nation             | Ujedinjeno Kraljevstvo | Top 100 Albums by Black Artists                         | -      | 30       |
| Robert Dimery              | -                      | 1001 Albums You Must Hear Before You Die                | 2005.  | *        |

(*) nije uvršten na ljestvicu.

## Impresum
| - Snoop Dogg – glavni izvođač - Dr. Dre – producent, vokal - Daz Dillinger – producent, vokal, izvođač - Ulrich Wild – tehničar - Tha Dogg Pound – izvođač - Warren G – izvođač - The D.O.C. – izvođač - The Lady of Rage – izvođač - RBX – izvođač - Kurupt – izvođač - Nate Dogg – izvođač | - The Dramatics – izvođač - Chris "The Glove" Taylor – tekstopisac, producent - Suge Knight – izvršni producent - Emanuel Dean – producent - Chi Modu – fotografija - Nancy Fletcher – vokal - Dan Winters – fotografija - Kimberly Holt – ilustracija - Kimberly Brown – koordinator projekta - Joe Cool – naslovna ilustracija |

## Vanjske poveznice
- Doggystyle na Allmusicu
- Doggystyle na Amazonu